# نهر كاس
نهر كاس (بالإنجليزية: Cass River) هو نهر يقع في منطقة سلوين ضمن الجزيرة الجنوبية في نيوزيلندا. ينبع النهر من جبال الألب الجنوبية ويتدفق جنوبًا ليصب في نهر ويمكر بالقرب من قرية كاس.

## الجغرافيا
يبلغ طول النهر حوالي 15 كيلومترًا، ويعبر مناظر طبيعية جبلية وغابات قبل أن يصل إلى المناطق السهلية. يُعتبر جزءًا من حوض نهر ويمكر ويستخدم كمورد مائي في المنطقة.